# 徐必昌
徐必昌，浙江仁和（今浙江杭州）人，是一名清朝政治人物。
徐必昌曾于1733年接替薛仁锡任宝山县知县一职，1733年由文铎接任。